# Freerun
Freerun, freerunning, 3run (ang. wolny bieg) – sport ekstremalny, który polega na wykonywaniu efektownych i trudnych tricków w czasie pokonywania przeszkód na trasie biegu. Za prekursora freerunningu uważa się Sébastiena Foucana, który odłączył freerun od parkouru.
Freerun wywodzi się z parkouru, ale prostota i szybkość pokonywania przeszkód nie odgrywa w nim znaczącej roli. We freerun zmieniono znacząco technikę. Elementy, które pozwalały przedostać się biegnącemu przez przeszkodę jak najłatwiej i jak najszybciej, zostały zastąpione przez tricki, które są trudne do wykonania, ale mają wartość pokazową (palm spin, wall spin itp.), dołączone zostały także elementy akrobatyczne. Głównymi trickami są tzw. flipy.
Sport ten nie powinien być postrzegany jako zbiór pojedynczych ruchów, a jako cały sposób poruszania się. Freerun to także sposób myślenia. Osoby trenujące parkour, patrząc na przeszkodę, myślą jak najsprawniej ją pokonać. Ludzie trenujący freerun na tę samą przeszkodę spojrzą z zamysłem pokonania jej w jak najbardziej efektowny sposób.
We freerun nastąpiła także zmiana celów, ograniczająca się tylko do zadowolenia z siebie i czerpania przyjemności z trenowania. Nie jest to jednak regułą: przykładem tego może być Chase Armitage czy Daniel Ilabaca, którzy trenują dla siebie, a zarazem czerpią z tego korzyść finansową poprzez dawanie pokazów i pracy jako kaskaderzy w filmach.
Parkour z elementami freerunu wykorzystywany jest w grach komputerowych jako element przemieszczania się po otwartym lub częściowo otwartym świecie, m.in. w Mirror’s Edge, Dying Light czy w serii Assassin’s Creed.

## Freerun w Polsce
Większe imprezy freerunowe organizowane w Polsce to przede wszystkim:
- P3G – Polish 3run Gathering (organizowany przeważnie w Łodzi)
- AFS – Autumn Freerun Session (organizowany jesienią, przeważnie w Łodzi)
- KFS – Kraków Freerun Session (organizowany na wiosnę, w Krakowie)
- E3G – Elbląg 3run Gathering (organizowany latem, w Elblągu)
- TSG - Toruń Spring Gathering (organizowany na wiosne, w Toruniu)
- MFP - Międzynarodowy Festiwal Parkour (organizowany latem, w Trójmieście)